# Karel Martens
Pour les articles homonymes, voir Martens.
Karel Martens (né en 1939) est un graphiste et typographe néerlandais.

## Biographie
Après avoir effectué ses études à l’école d’art d’Arnhem, aux Pays-Bas, il travaille depuis 1961 en tant que graphiste indépendant. Il a notamment réalisé des livres, affiches, timbres et cartes téléphoniques pour la poste néerlandaise, et réalisé des façades typographiques pour de nombreux bâtiments.
Il enseigne le design graphique depuis 1977 ; d’abord à l’école d’art d’Arnhem jusqu’en 1994, puis à l’Académie Jan van Eyck de Maastricht jusqu’en 1999. Il donne des conférences depuis 1997 à l’école des Beaux Arts de l’Université de Yale.
Depuis 1997, il tient un atelier à l’académie d’art ArtEZ d’Arnhem avec Wigger Bierma, le Werkplaats Typografie, où il assiste les étudiants dans leur pratique du graphisme.

## Approche
Karel Martens aborde son travail avec un souci constant d'expérimentation plastique. Il collectionne des formes abstraites des caractères, et n'hésite pas à utiliser de simples objets comme tampons. Il crée à la fois une grammaire graphique et un vocabulaire coloré qui ne cessent d’évoluer et de se recomposer au gré de ses créations.
La notion de contrainte revient très souvent dans son travail, et l’obstacle devient challenge, stimulant ainsi la création.